# Abyss (Thelema)
Der Abyss (altgriechisch ἄβυσσος ábyssos „grundlos, unermesslich, Abgrund“; lateinisch Abyssus, siehe Abyssos) ist in Thelema die große Kluft oder Leere zwischen der phänomenalen Welt der Manifestation und ihrer noumenalen Quelle.

## Theorie und Praxis
Der Begründer von Thelema, Aleister Crowley, sagt über den Abyss in seinem Buch Kleine Essays auf dem Weg der Wahrheit:

„Diese Lehre ist äußerst schwer zu erklären; aber sie entspricht mehr oder weniger der gedanklichen Kluft zwischen dem Realen, das ideal ist, und dem Unrealen, das real ist. Im Abyss existieren zwar alle Dinge, wenigstens in der Form, aber sie sind ohne jeden möglichen Sinn; denn es fehlt ihnen das Substrat der geistigen Wirklichkeit. Sie sind Erscheinungen ohne Gesetz. Sie sind also wahnsinnige Täuschungen. Da der Abyss also das große Reservoir der Erscheinungsformen ist, ist er die Quelle aller Eindrücke.“

Auf praktischer Ebene sagen Crowleys veröffentlichte Anweisungen zum Abyss dem Leser, er solle über ein philosophisches Problem nachdenken, ohne Magie oder Intuition zu benutzen, bis sich der Geist von selbst auf dieses Problem konzentriert: „Dann werden ihm alle Phänomene, die sich ihm präsentieren, bedeutungslos und unverbunden erscheinen, und sein eigenes Ich wird in eine Reihe von Eindrücken zerfallen, die weder zueinander noch zu irgendeinem anderen Ding eine Beziehung haben.“ Dies bereitet den Schüler auf die mystische Erfahrung vor, die Crowley, an anderer Stelle, als Shivadarshana, zusammengesetzt aus Shiva und Darshana, bezeichnet. Crowley orientierte sich bei diesen Anweisungen an seinen eigenen Erfahrungen aus dem Jahr 1905. In seiner Schrift Die Vision und die Stimme beschreibt er zwei weitere Methoden, um in den Abyss zu gelangen. Die erste davon „betrifft Dinge, über die man bei Strafe der schrecklichsten Strafe nicht offen sprechen durfte“, nämlich rezeptiven homosexuellen Verkehr unter der Wüstensonne, der Crowleys gesellschaftlichen Verhaltensgewohnheiten oder seinem bewussten Selbstbild zuwiderlief. Die zweite beinhaltet zeremonielle Magie und konzentriert sich mehr auf die Theorie hinter dem Abyss.
Im hermetisch-kabbalistischen System Crowleys enthält der Abyss die elfte (verborgene) Sephira, Da'at, die die unteren Sephiroth von den überirdischen trennt. Diese Darstellung stammt aus der Genesis-Interpretation des Hermetischen Ordens der Goldenen Morgenröte, in der Da’at den Fall des Menschen aus einem einheitlichen Bewusstsein in eine Dualität zwischen Ego und göttlicher Natur darstellt, die uns von den göttlichen „Überirdischen“ trennt.

## Choronzon
Der Abyss wird vom Dämon Choronzon bewacht, der sich während der dritten, zeremoniellen Methode der Überquerung dieser Kluft manifestiert. Er repräsentiert die Teile des Bewusstseins und des Unbewusstseins – „eine momentane Einheit, die zur Empfindung und zum Ausdruck fähig ist, die nicht bereit oder in der Lage sind, in das Göttliche einzutreten“.
Zumindest nach Grant Morrison im Richard Metzger The Book of Lies: The Disinformation Guide to Magick and the Occult ist Choronzon „das existenzielle Selbst im letzten Atemzug […] Jenseits von Choronzon sind wir nicht mehr unser Selbst. Die ‚Persönlichkeit‘ am Rande des Abyss wird alles tun, alles sagen und jede Ausrede finden, um diesen zersetzenden Schritt ins ‚Nichtsein‘ zu vermeiden.“
Choronzon tauchte zuerst in den Schriften der Okkultisten Edward Kelley und John Dee aus dem 16. Jahrhundert auf, im Rahmen des okkultem System der henochischen Magie. Laut Kelley ist er als „jener mächtiger Teufel, welcher die erste und tödlichste aller Mächte des Bösen ist“. Im 20. Jahrhundert wurde er zu einem wichtigen Element des von Aleister Crowley gegründeten mystischen Systems von Thelema, wo er der „Bewohner des Abyss“ ist, der als das letzte große Hindernis zwischen dem Adepten und der Erleuchtung gilt. Die Thelemiten glauben, dass seine Funktion darin besteht, das Ego zu zerstören, damit der Adept über den Abyss der okkulten Kosmologie hinausgehen kann, wenn man ihm mit der richtigen Vorbereitung begegnet. Er wird von Crowley als zeitweilige Personifizierung der rasenden und widersprüchlichen Kräfte beschrieben, die den Abyss bewohnen. In diesem System wird Choronzon nur in der Beschwörung eine Form gegeben, damit er beherrscht werden kann.
Das „Überqueren des Abyss“ wird als eine gefährliche Operation und als die wichtigste Arbeit in der Karriere des Magiers angesehen. Der Erfolg verleiht den Grad des Magister Templi, oder „Meister des Tempels“.

## Das Buch der Lügen
Crowley schrieb sein Buch der Lügen aus dem Jahr 1913 speziell für die so genannten „Babes of the Abyss“ (er schrieb zu Beginn des Buches: „Es ist eine offizielle Veröffentlichung für die Kinder des Abyss“). Kind des Abyss bezeichnet hier einen speziellen Zustand des Grades Adeptus Exemptus im Initiationssystem des von Crowley gegründeten magischen Orden A⸫A⸫.